# 春日顕国
春日 顕国（かすが あきくに）は、南北朝時代の公家。名は顕時とも。村上源氏、正三位・源顕行の子という。官位は左近衛中将、侍従。春日中将、春日侍従と称された。南朝方の武将として、同族の北畠親房・顕家父子の下で転戦した。

## 経歴
陸奥守鎮守大将軍・北畠顕家に従い東国に下向、南朝方として転戦する。建武3年（1336年）11月7日北朝方の茂木城を攻略するも城主・茂木知貞に再び奪い返され、翌建武4年（1337年）顕家の命により、足利方である小山氏の拠る小山城を多田貞綱と共に攻撃する等、攻防を繰り返す。
顕家の死後は、その父である親房の傘下として常陸国の小田治久の小田城に入り親房の幕僚となる。当時、常陸の南朝方は常陸北部の那珂郡にある瓜連城を拠点に大掾高幹・長岡宣政ら常陸平氏、那珂通辰ら那珂氏、川野辺氏を従えた楠木正成の代官・楠木正家、公卿の広橋経泰らが、北朝方の佐竹氏らと拮抗しており、春日顕国は下野国の下野宇都宮氏と対峙していた。延元元年/建武3年（1336年）、南朝方の顕国・正家軍は北朝方の佐竹義春軍と戦う。
延元4年/暦応2年（1339年）2月、下野を攻め宇都宮氏を支える紀党益子氏の矢木岡城・益子古城・上三川城・箕輪城を攻略。興国2年/暦応4年（1341年）には宇都宮氏を支える清党・芳賀氏の飛山城を攻略し宇都宮氏の両翼を挫いた。常陸では中郡城をも攻略し、一時居城とするが、後に北朝方に奪回される。しかし同年、足利氏の家臣・高師冬の切り崩しにより南朝方の有力武将・小田治久が北朝方に下ってしまったため、親房は南朝方の関宗祐・関宗政親子の拠る関城、春日顕国は小山氏の一族下妻氏が拠る大宝城に興良親王を奉じてそれぞれ移り、以後、関城並びに大宝城が関東における南朝方の拠点となった。
しかし興国4年/康永2年（1343年）、大宝城・関城は落城した。親房は吉野に帰還するが、顕国はそのまま東国に残り抵抗を続けた。興国5年/康永3年（1344年）にはその近隣を治めていた小田氏・東条氏が高師冬の攻撃によって北朝方に制圧された。その動向を危惧した顕国は各地に潜伏して北朝の攻撃から逃れた後に馴馬城を占拠して籠城したが、笠間宍戸荘の宍戸朝里の攻撃によって落城した。そして、同年3月8日、顕国は甥ら一族と共に北朝方に捕縛・処刑され、その遺体は京都に送られた。
『師守記』によれば、顕国の首は3月29日に京都に届けられ、洛中の大路を引き回すことにされたが、結局そうした措置は中止され、4月24日に六条河原で晒されたという。このような厳しい仕打ちは常陸で最後まで抵抗した顕国への幕府方の苦戦の度合いを示しており、足利尊氏は薩摩の伊作宗久に対して「東国は、もはや春日侍従（顕国）も討たれてしまったので鎮静化している」と書き送っている。実際に顕国を失ったことで、東国における南朝の組織的な抵抗は終息を迎えていった。